# Альфонс де Бриенн
Альфонс де Бриенн (фр. Alfonse de Brienne), по прозвищу Акрский (фр. d'Acre; ум. 25 августа 1270, Тунис) — участник крестовых походов, граф д’Э (ок. 1250—1260).

## Биография
Сын Жана де Бриенна, короля Иерусалима, и Беренгарии, дочери Альфонса IX, короля Леона.
В 1244 году отец отправил его ко двору короля Людовика IX. В 1248 году он сопровождал французского короля в Седьмом крестовом походе в Египет. Снова воевал в Святой Земле в 1253 году в Кесарии Филипповой. В 1260 году стал камерарием Франции. В 1265 году отправился в Испанию и сражался вместе с двоюродным братом, королём Альфонсом X против африканских мавров, за что получил благодарственное письмо папы Климента IV.
В 1270 году сопровождал Людовика IX в Восьмом крестовом походе в Тунис, где и умер от дизентерии, в тот же день, что и король. Его останки были перевезены во Францию и похоронены в аббатстве Сен-Дени рядом с королём.

## Семья
Брак (ранее 1250 года): Мария де Лузиньян (ум. 1 октября 1260), графиня д’Э, дочь и наследница графа Рауля II де Лузиньяна.
Дети:
- Жан II де Бриенн (ум. 1294), унаследовал графство Э.
- Изабелла (ум. 1302/1307), замужем за Жаном II де Дампьером, сеньором де Дампьером, виконтом де Труа.
- Маргарита (ум. 1310), замужем за Ги II, виконтом де Туар.
- Бланка (ум. до 1338), аббатиса в Мобюиссоне.